# Жизнь испытывает нас
Жизнь испытывает нас (азерб. Həyat bizi sınayır) — советская драма с элементами мелодрамы 1971 года производства киностудии Азербайджанфильм, являющиеся экранизацией одноимённой повести Видади Бабанлы.

## Синопсис
В фильме обсуждаются люди и отношения, которые сталкиваются с трудностями в жизни. В центре сюжета — судьба молодого металлурга Рашида, которому удалось вырваться в люди благодаря добрым людям, до этого выдержавший испытания за испытаниями. Первая роль в кино актёра Омура Нагиева.

## Создатели фильма

### В ролях
Фикрет Кулиев — Рашид
Омар Нагиев — Фарадж
Шахмар Алекперов — Ариф
Маяк Керимов — Мурад
Садых Гасанзаде — Садых
Лариса Лутова — Валя
Хураман Касимова — Хиджран
Эльдениз Зейналов — Меси
Амалия Панахова — Минавар
Арзу Сафарова — Лала
Эльхан Ахадзаде — брат Рашида
Мамедрза Шейхзаманов — Муртуз
Амина Нагиева
Ахмед Ахмедов — мясник на базаре
Сусан Меджидова — супруга Садыка
Татьяна Кузнецова
Елена Толстова — соседка
Рухангиз Мусави — покупательница на базаре
Зираддин Тагиев — рабочий завода
Алиаббас Гадиров — рабочий завода
Флора Керимова — камео, исполнительница мугамов
Эльдениз Расулов — камео, исполнитель мугамов (в титрах не указан)
И. Мухталиев
Г. Шабанов
Г. Бахтикузина
Г. Мазанов
А. Алиев
С. Сулейманова — работница общежития

#### Роли дублировали

##### Внутренний дубляж (в титрах не указаны)
Бахадур Алиев — сотрудник ГАИ
Парвиз Багиров — Рашид (Фикрет Кулиев)
Али Зейналов — Амилет
Дадаш Казымов — ???
Алиаббас Гадиров — Фарадж (Омир Нагиев)
Юсиф Велиев — Садых (Садых Гасанзаде)
Амилет Ханизаде — учитель
Амина Юсифкызы — Хиджран (Хураман Касмимова)

##### Дубляж на русский язык
Станислав Захаров — Рашид (Фикрет Кулиев)
Владимир Ферапонтов — Фарадж (Омир Нагиев)
Артём Карапетян — Ариф (Шахмар Алекперов)
Вячеслав Подвиг — Мурад (Маяк Керимов)
Константин Николаев — Садых (Садых Гасанзаде)
Лилия Закарова — Валя (Лариса Лутова)
Нина Крачковская — Хиджран (Хураман Касимова)
Степан Бубнов — Меси (Эльдениз Зейналов)
Нелли Витепаш — Минавар (Амалия Панахова)

### Административная группа
авторы сценария: Видади Бабанлы, Михаил Папава
режиссёр-постановщик: Шамиль Махмудбеков
второй режиссёр: Мирзабала Меликов
оператор-постановщик: Arif Nərimanbəyov
монтажёры-постановщики: А. Абрамова, Лидия Вялсова
художники-постановщики: Фикрет Багиров, Маис Агабеков
художник-гримёр: В. Арапов
композитор: Васиф Адыгёзалов
звукооператор: Агахусейн Керимов
оркестр: Симфонический оркестр Государственного комитета кинематографии СССР
дирижёр: Д. Штильман
ассистенты режиссёра: А. Алиев, Ю. Ахмедов
ассистенты оператора: Рафик Амиров, Алескер Алекперов, Амин Новрузов
оператор комбинированных съёмок: Мирза Мустафаев
художник комбинированных съёмок: Эдуард Абдуллаев
консультант: Р. Файбисович
редакторы: Интигам Гасымзаде, Наталья Шнейер
администратор съёмочной группы: Надир Алиев
директор фильма: Башир Кулиев